# Bweru
Bweru är en kommun i Burundi. Den ligger i provinsen Ruyigi, i den centrala delen av landet, 110 kilometer öster om Burundis största stad Bujumbura.